# TRAPPIST-1b
TRAPPIST-1b是一颗主要由岩石组成的系外行星，围绕超冷矮星TRAPPIST-1运行，距离地球40.7光年(12.5秒差距) ，位于宝瓶座。这颗行星是利用凌日方法探测到的，当行星从主恒星前面经过时，它会使主恒星的光线变暗。它的发现最初于2016年5月2日公布 ，后来的研究能够改进它的物理参数。
这颗行星的质量约为地球的137% ，体积比地球大约39% ，因此它的密度与地球非常相似。它是围绕 TRAPPIST-1运行的七颗行星中最内侧的一颗，所有这些行星都是类地行星，但是由于太靠近它的恒星而不在宜居带。詹姆斯·韦伯空间望远镜在2023年宣布的观测结果表明，它没有任何显著的大气层。它的反照率很低，使它的颜色很深。

## 物理特征

### 质量、体积与温度
TRAPPIST-1b在质量、半径和重力方面与地球非常相似。它的半径为1.116 R⊕，质量为1.374 M⊕，大约是地球表面重力的110%。对这颗行星密度的初步估计表明，它并非完全由岩石构成；密度为3.98 g/cm3，其质量的大约5%必定是挥发性的，很可能是类似金星的厚大气层，因为它接收的能量几乎是地球的四倍。然而，精确的密度估计表明，这颗行星的密度仅略低于地球。
假设存在大气，这颗行星表面温度最初估计在750 K（477 °C；890 °F）和1,500 K（1,230 °C；2,240 °F）之间，可能高达2,000 K（1,730 °C；3,140 °F）。这个温度比金星表面要高得多，可能高到足以使金星表面成为熔岩。2023年，詹姆斯·韦伯空间望远镜对 TRAPPIST-1b 的二次日食进行了观测，结果表明该行星没有明显的大气层，其表面温度约为503 K（230 °C；446 °F），反照率较低。由于类似于木星卫星木卫一的潮汐挤压，这颗行星可能在地质上非常活跃，因为其与木卫一的轨道周期和偏心率恰好相似。

### 轨道
TRAPPIST-1b的轨道非常接近其母星。绕行一圈只需要36小时，大约1.51个地球日。它距离其恒星约0.0115 AU（1.72 × 106 km；1.07 × 106 mi） ，只有地球和太阳距离的1.2%。靠近主恒星意味着 TRAPPIST-1b很可能被潮汐锁定。它还有一个非常圆的轨道，偏心率为0.00622，比地球轨道的偏心率为0.0167086要圆得多。

### 主恒星
TRAPPIST-1b 绕超冷红矮星 TRAPPIST-1运行。它的质量为0.089M☉，半径只有0.121R☉，表面温度为2,511 K（2,238 °C；4,060 °F），年龄在30亿到80亿年之间。相比之下，太阳的表面温度为5,778 K（5,505 °C；9,941 °F），大约有45亿年的历史。TRAPPIST-1也非常暗，亮度约为太阳的0.0005倍。光线太暗，肉眼不可见，视星等为18.80。

### 大气

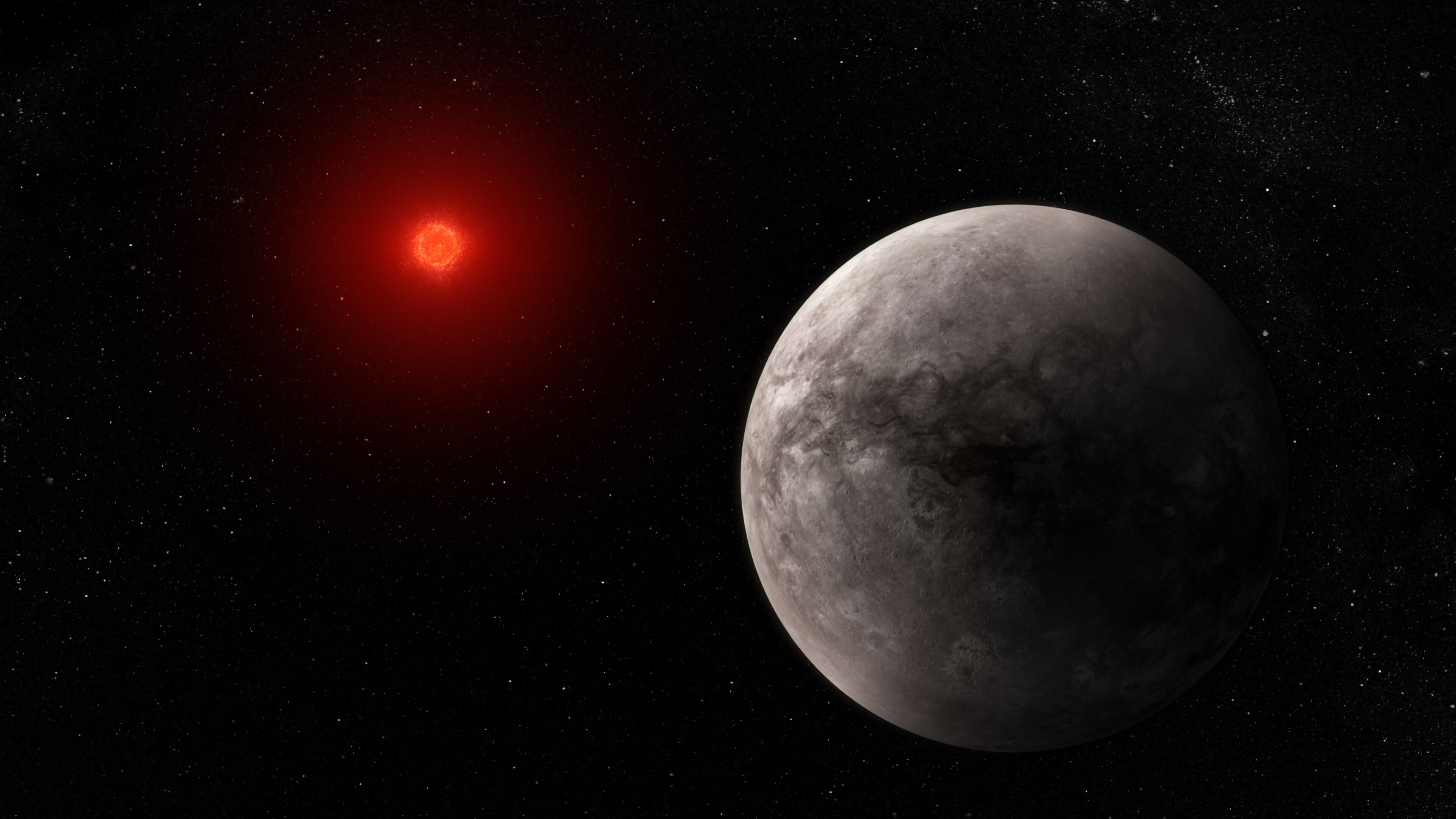
艺术家对TRAPPIST-1b的想象(2023年3月)

TRAPPIST-1b 和 c 的联合透射光谱排除了这两颗行星的无云氢主导大气层的存在可能性，因此它们不太可能包含扩展的气体包络。此外，没有发现 TRAPPIST-1b 的氦排放。在 JWST 观测之前，其他大气层，从无云的水蒸气大气层到类似金星的大气层，仍然与无特征光谱保持一致。
2018年，斯皮策空间望远镜对该行星的大气层进行了更好的检测，结果显示该行星的大气层非常大，而且非常热，尽管无法证实是否存在大气层。这颗行星的透射光谱和精确的密度估计表明大气层有两种主要的可能性: 一种富含二氧化碳，一种富含水蒸气。更有可能的是，二氧化碳大气层的比例高度约为52公里（地球为8公里，金星为15.9公里 ），平均温度超过1,400 K（1,130 °C；2,060 °F），远高于地球的行星平衡溫度397.6 K（124.5 °C；256.0 °F）。水蒸气大气的高度必须大于100公里 ，温度必须大于1,800 K（1,530 °C；2,780 °F），才能产生行星凌日深度及其透射光谱的变化，而且容易受到二氧化碳不存在的光解的影响。其他可见影响的来源，如薄雾和厚云，将需要一个更大的大气层。TRAPPIST-1b 将需要进一步研究，以确定其潜在的大气层。
2023年3月，詹姆斯·韦伯空间望远镜对TRAPPIST-1b的次日食进行了观测，结果表明该行星没有任何显著的大气层。含有表面压力大于0.1巴的二氧化碳的大气在3σ下可以排除，而在1σ下压力大于0.01巴的大气可以排除。2023年9月报道的吸收光谱学对系外行星的进一步研究也证实了没有富含氢的大气，但是由于恒星污染，仅仅根据透射光谱数据无法确定是否存在其他类型的大气。这并不影响以前基于发射光谱的结果。

## 图集

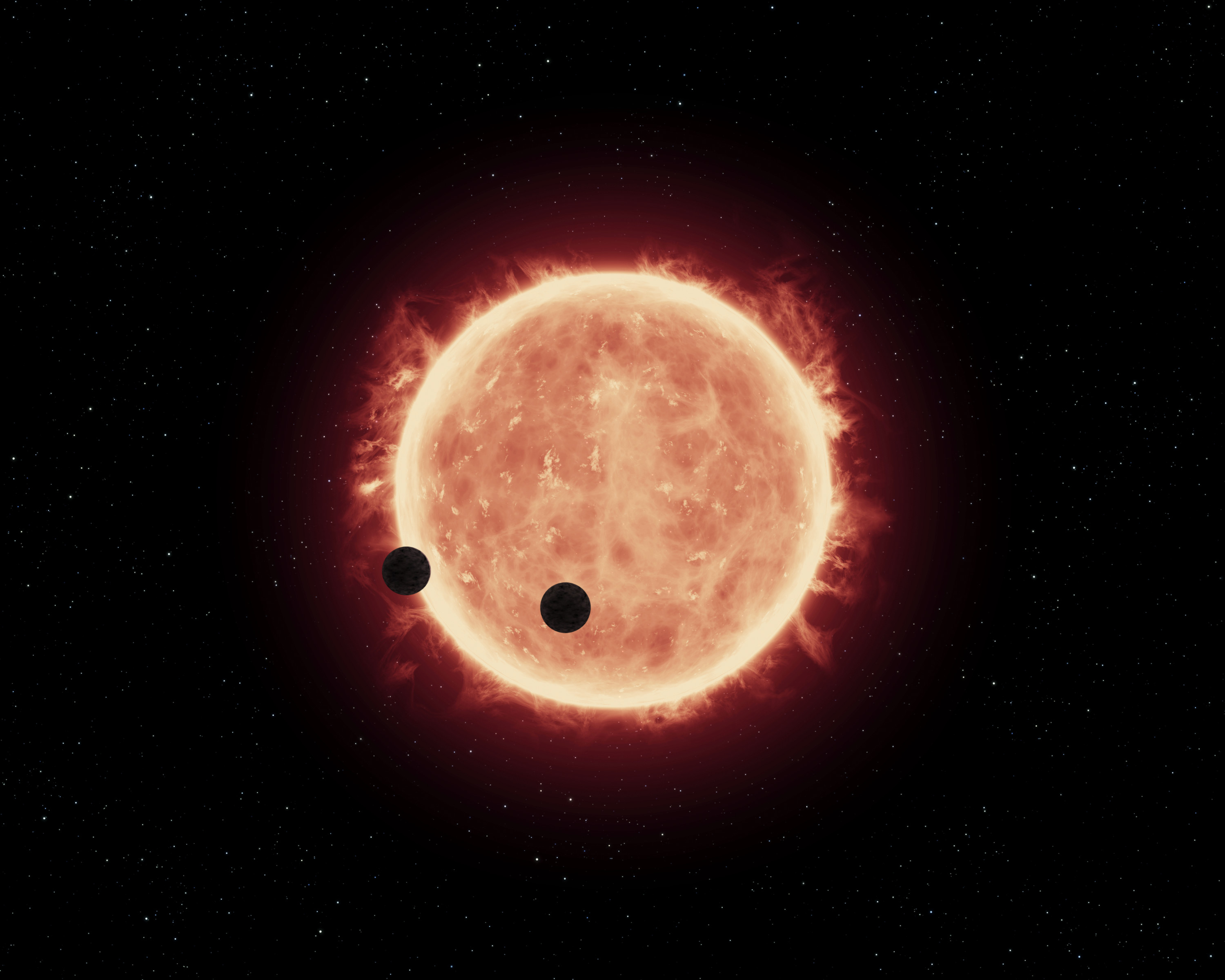
Artist's view of planets transiting red dwarf star in TRAPPIST-1 system
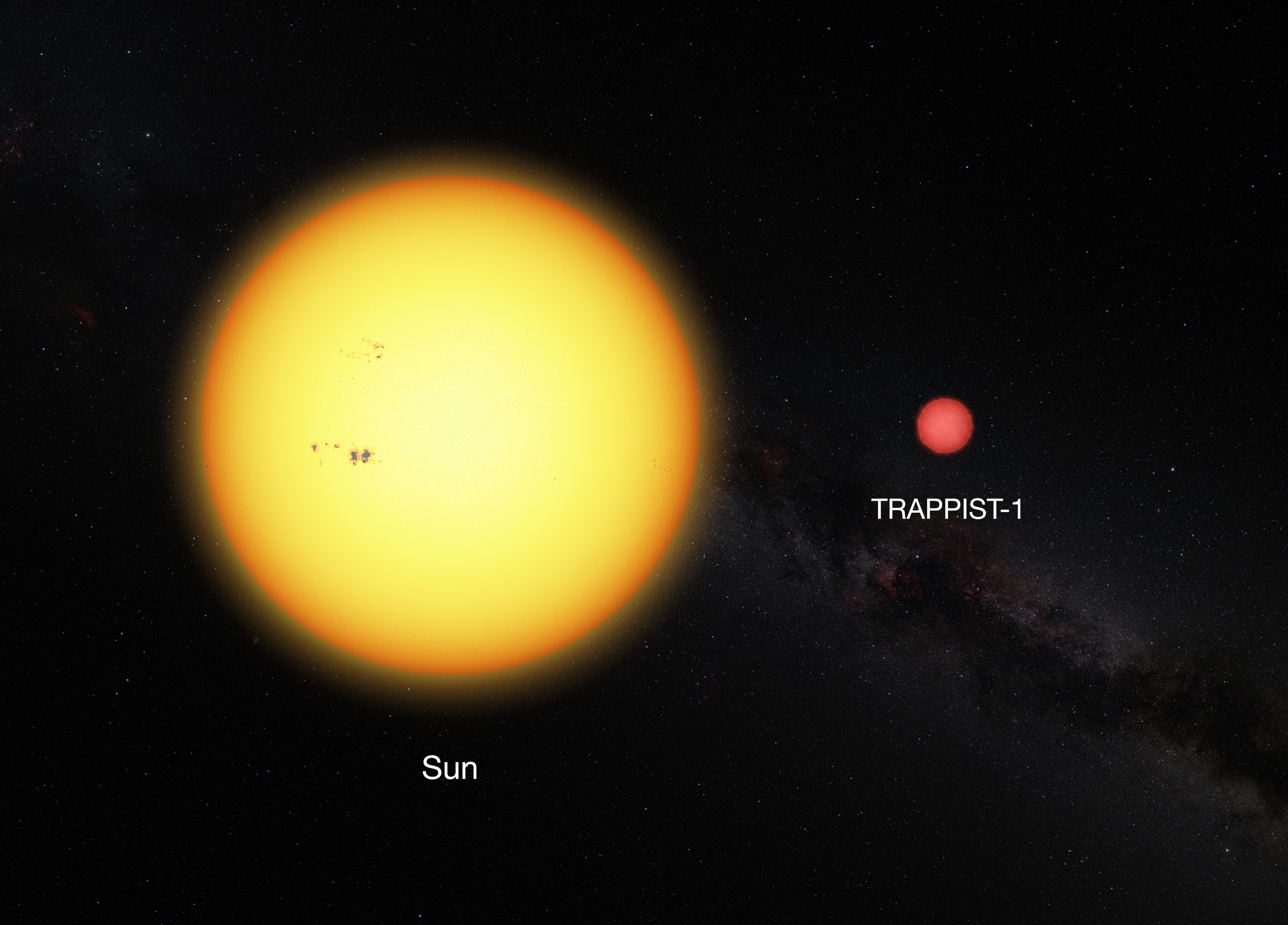
The Sun and the ultracool dwarf star TRAPPIST-1 to scale. The faint star has only 11% of the diameter of the Sun and is much redder in colour.
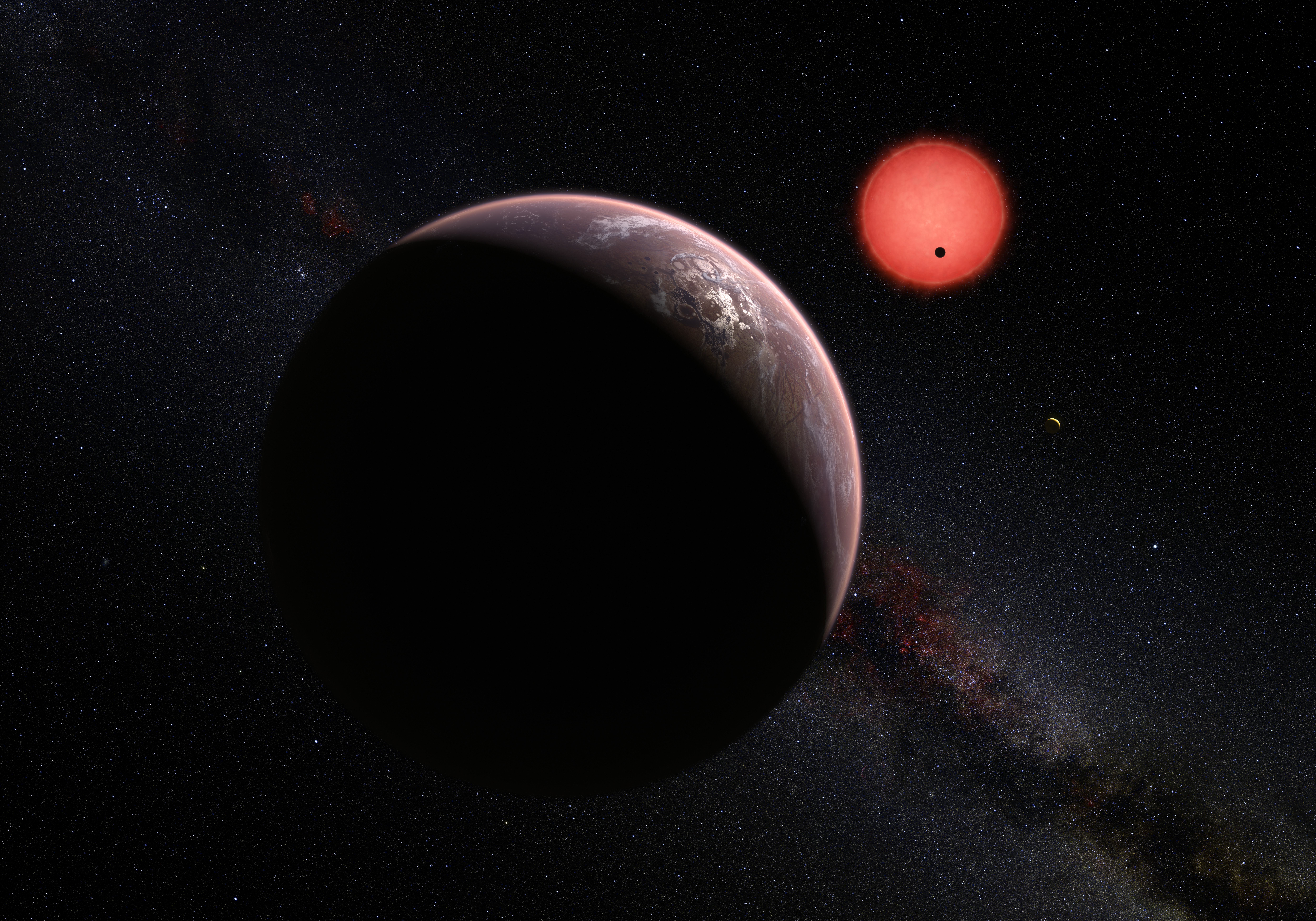
Artist's impression of three of the planets (b, c, and d) orbiting TRAPPIST-1
- 艺术家的印象视频，附近的三个行星轨道TRAPPIST-1。其中一颗内行星正在穿过其微小而暗淡的母恒星的圆盘。